# تقنية البحث الصوتي
تقنية البحث الصوتي(Phonetic search technology) هي طريقة للتعرف على الكلام. يتم تقسيم الإشارة الصوتية للكلام إلى سلسلة من الأصوات ، والتي يمكن استخدامها لتحديد الكلمات . تمثل السلسلة المكونة من ستة أصوات صوتية ، على سبيل المثال "_B _IY _T _UW _B _IY" الاختصار "B2B"